# 스칸디나비아 통화동맹

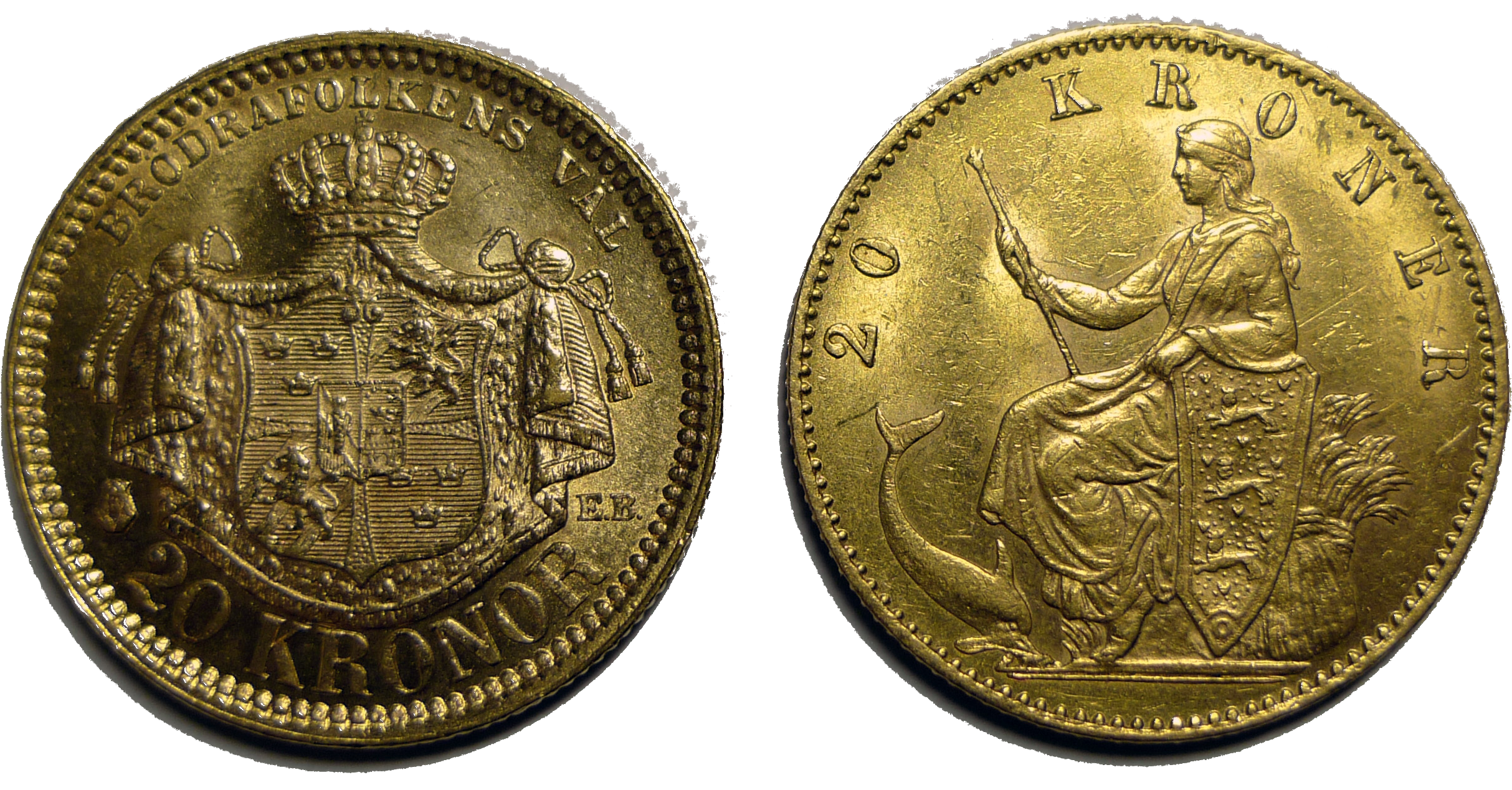

스칸디나비아 통화동맹 (Scandinavian Monetary Union 스웨덴어: Skandinaviska myntunionen, 덴마크어: Skandinaviske møntunion, 노르웨이어: Skandinaviske myntunion)은 스웨덴, 덴마크가 설립한 통화기구로서 1873년 5월 5일 금본위제로 양국 통화를 고정함으로써 출범했다. 노르웨이는 스웨덴과 협회를 이루고 있던 중 2년 뒤 이 동맹에 가담했다. 등가를 이루는 크로네와 크로나가 동맹을 통해 1 krone/krona = ½ 덴마크 리그스달러 = ¼ 노르웨이 = 1 스웨덴 리크스달러의 비율로 고정됐다. 19세기 스칸디나비아 국가가 이뤄낸 정치적 결합으로는 몇 안되는 활동에 속한다.
경제 정책에 있어 고정환율제와 안정성을 목표로 했으나 별개의 통화를 계속 발행했다. 초기에 예견된 것은 아니었지만 통화 동맹이 출범되면서 세 나라 사이에서는 통화가 법화의 지위가 아님에도 통화될 수 있다는 관념이 자리잡았다.
동맹 가입 조건으로 스웨덴은 화폐 단위를 스웨덴 크로나로 바꿨다. 세 국가 모두 크로네(크로나)로 화폐 명칭이 바뀌었는데 문자 그대로는 "왕관"이라는 뜻을 의미하며 각국어에 따라 표기 상의 차이가 있다.
1905년 스웨덴과 노르웨이가 추진하던 정치연합이 해산했으나 통화 동맹에는 별다른 영향을 주지 못했다. 그러나 2차 세계대전의 발발로 통화 동맹이 1914년으로 해체되게 됐다.
세 국가는 여전히 과거처럼 통화를 동일하게 쓰고 있으나 고정 화폐로의 가치는 하나씩 상실했다.